# Ayeneux
Ayeneux (Waals: Åyneuis) is een dorp in de Belgische provincie Luik en een deelgemeente van de gemeente Soumagne.

## Geschiedenis
Ayeneux was een heerlijkheid die zich bevond in de voogdij van Fléron. Keizer Otto II had dit gebied namelijk in 982 geschonken aan het Onze-Lieve-Vrouwekapittel te Aken. De voogd, de heer De LaRochette, maakte het in 1618 zo bont dat het kapittel besloot zich van deze voogdij te ontdoen en in 1626 werd het gekocht door de Prinsbisschop van Luik. De heer van Ayeneux zetelde in het Kasteel van Wégimont.
Ayeneux viel onder de Sint-Lambertusparochie van Soumagne en werd in 1842 een zelfstandige parochie, gewijd aan Sint-Jozef. De kloosterkapel van de Karmelieten te Wégimont werd de parochiekerk tot in 1876 een eigen parochiekerk werd gebouwd.
Ayeneux stond in de 19e eeuw bekend als La Bascule, naar de weegbrug die zich vanaf einde 18e eeuw voor de kerk bevond.

## Demografische ontwikkeling
- Bron: NIS; Opm:1806 t/m 1970=volkstellingen; 1976=inwoneraantal op 31 december

## Bezienswaardigheden
- De Sint-Jozefkerk
- Het Kasteel van Wégimont met kasteeldomein

## Natuur en landschap
Ayeneux ligt op het Plateau van Herve, op een hoogte van ongeveer 240 meter. Ten noordoosten van de kom stroomt de Ruisseau des Marais in zuidelijke richting naar de Magne. De omgeving van Ayeneux bestaat voornamelijk uit landbouwgebied.

## Verkeer
In Ayeneux ligt de oostelijke tunnelingang van de tunnel van Soumagne, de langste spoorwegtunnel van België. De tunnel is het meest in het oog springende infrastructuuronderdeel van de hogesnelheidslijn HSL 3.

## Nabijgelegen kernen
Soumagne, Micheroux, Fléron, Magnée, Saint-Hadelin
Deelgemeenten: Ayeneux · Cerexhe-Heuseux · Évegnée-Tignée · Melen · Micheroux

Overige plaatsen: Évegnée · Heuseux · Maireux · Rafhay · Sonkeu · Tignée

Belgische gemeenten · arrondissement Luik · provincie Luik · Wallonië